# Mellicta postmelida
Mellicta postmelida är en fjärilsart som beskrevs av Ruggero Verity 1940. Mellicta postmelida ingår i släktet Mellicta och familjen praktfjärilar. Inga underarter finns listade i Catalogue of Life.